# Tepoe Airstrip
Tepoe Airstrip is een vliegveld ten zuidwesten van het dorp Peleloe Tepoe in het district Sipaliwini in Suriname.
Er zijn rond de zes maatschappijen die het vliegveld aandoen. Er zijn lijnvluchten naar Zorg en Hoop Airport in Paramaribo. 
De ondergrond van de landingsbaan is van gras. De baan heeft een lengte van circa 720 meter.

## Galerij

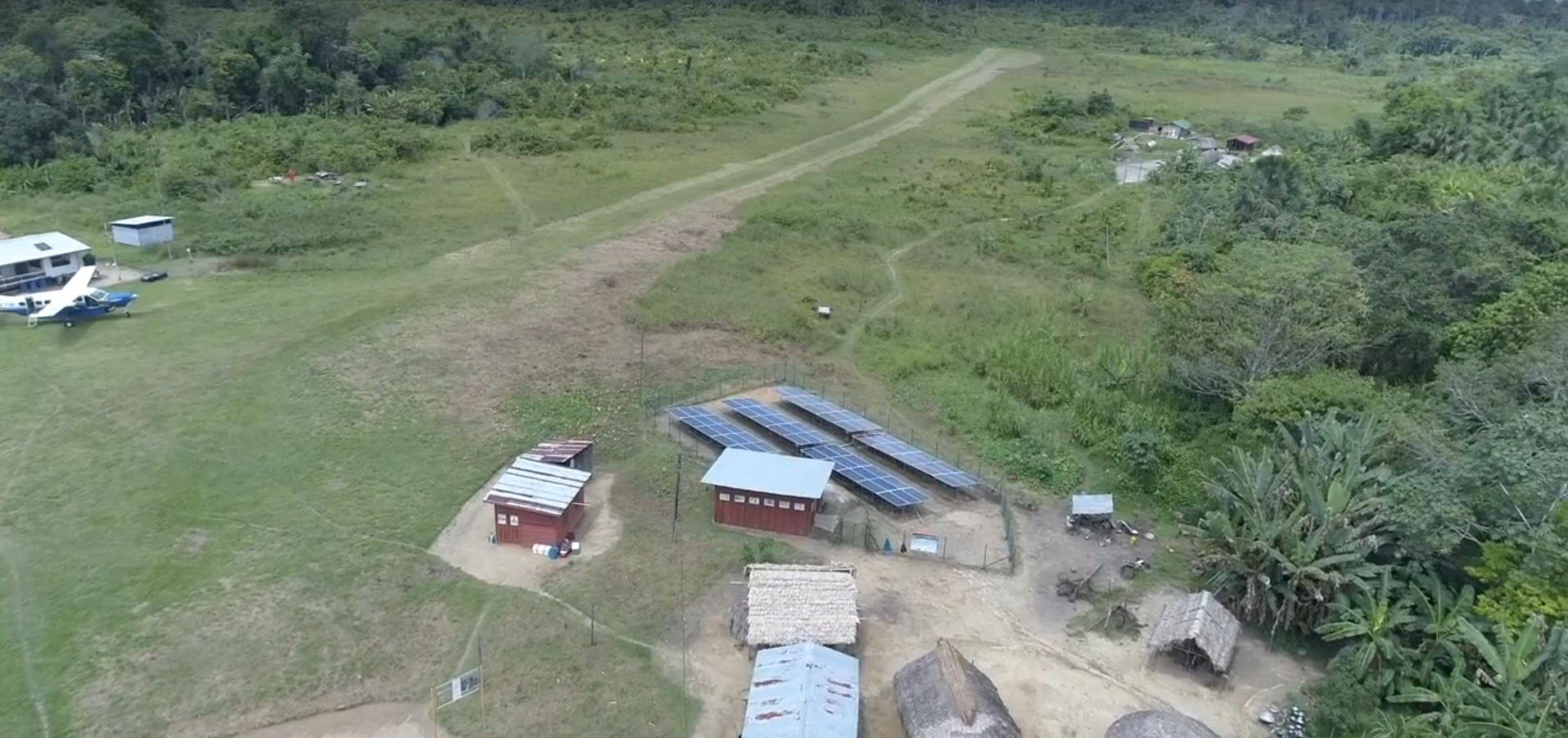
Dorp met de airstrip